# Brooklin (São Paulo)
O Brooklin é um bairro nobre da cidade de São Paulo. Originalmente chamado de Brooklin Paulista, cresceu, sendo separado hoje em:
- Brooklin Velho (bairro-jardim localizado no distrito de Campo Belo)
- Brooklin Novo (região formada pelos bairros de Cidade Monções, Vila Cordeiro, Jardim das Acácias e Vila Gertrudes, pertencentes ao distrito do Itaim Bibi)[2]

Atualmente é conhecido por ser um das regiões mais valorizadas da cidade, com grandes conjuntos empresariais e uma agitada vida noturna, que recebe uma miríade de lançamentos imobiliários da cidade (comerciais e residenciais de alto-padrão) e está em franca valorização.

## História

### Brooklin Velho
No final do século XIX a região onde hoje se encontra o bairro era atravessada por uma linha da Companhia Carris de Ferro São Paulo-Santo Amaro, que ligava o centro de São Paulo ao então município de Santo Amaro, seus vagões na época eram puxados por burros. O engenheiro Alberto Kulhmann, projetou extensa ferrovia que partiria de Vila Mariana e se estenderia até o sul da Província de São Paulo. O trem passaria por Santo Amaro e faria o transporte de madeiras e gêneros alimentícios. Em parceria com Eusébio Vaz Lobo da Câmara Leal, o projeto da linha foi anunciado: "A linha de Carris de Ferro de São Paulo à vila de Santo Amaro parte desta Capital, na Rua da Liberdade, esquina com a São Joaquim, e segue pela Estrada Vergueiro, quando completamente terminada, a linha terá 15 quilômetros."
Em 14 de março de 1886 foi inaugurada nova estrada de ferro. A linha seguia pelas atuais Rua Vergueiro, Rua Domingos de Morais, Avenida Jabaquara, até o local onde hoje está a Igreja de São Judas Tadeu. Ali ficava a estação "do encontro", onde os trenzinhos faziam reabastecimento de combustível e água. O percurso completo era feito em aproximadamente uma hora e meia. A linha continuava por vastos campos, onde hoje estão os bairros do Jardim Aeroporto e Campo Belo, alcançando o Brooklin Paulista, região que se chamava 5º desvio - possuía cerca de três casas e uma parada de bonde, e a atual região do Brooklin Novo. Ali, havia curvas extremamente fechadas, conhecidas como "Volta Redonda". A linha seguia pela atual Chácara Flora e entrava em Santo Amaro. A empresa que pertencia ao engenheiro Alberto Kuhlmann faliu em 1900 sendo incorporada pela empresa canadense São Paulo Tramway, Light and Power Company. Treze anos mais tarde a empresa introduziu  os bondes elétricos na linha. A linha de bonde seguia um trajeto diferente da antiga ferrovia, conectando Santo Amaro à capital e promovendo o desenvolvimento da região, com um aumento significativo no interesse imobiliário na região. Devido à essa mudança houve um interesse imobiliário na região, atraindo investimentos públicos e privados, tornando-se industrial e residencial.
O Brooklin Paulista passou a ser conhecido como bairro em 1922, após a junção natural e quase simultânea de três grandes loteamentos, que acabaram por consolidar o seu território. O primeiro, projetado por Júlio Klaunig e Álvaro Rodrigues, abrangia a área de 174 alqueires, da antiga Fazenda Casa Grande. O loteamento localizava-se entre a Avenida Santo Amaro e Marginal do Rio Pinheiros, limitando-se de um lado com Avenida Morumbi e de outro, com as Águas Espraiadas. O segundo, chamado de Jardim das Acácias, lançado por Afonso de Oliveira Santos, situava-se entre a Avenida Morumbi e a Avenida Roque Petroni Júnior. E o terceiro, lançado pela Sociedade Anônima Fábrica Votorantim, confrontava com as avenidas Santo Amaro, Washington Luís, Professor Vicente Rao e Água Espraiada (atualmente Avenida Jornalista Roberto Marinho), formando o atual Brooklin Velho.
Quem lhe deu o nome atual foi a Light, em alusão ao distrito do Brooklyn, de Nova York que vem do nome original Breukelen dado pelos holandeses e significava "ponte pequena". Diversas de suas vias possuem nomes de locais dos Estados Unidos da América, tais como: Michigan, Florida, Texas, Miami, Kansas, Nebrasca, Nova York e Hollywood.
Até o mês de fevereiro de 1935, o bairro pertencia ao município de Santo Amaro, extinto no mesmo ano. Após a segunda metade do século XX o bairro perde suas características industriais, um exemplo desta transição foi a  mudança da fábrica da Bombril para outra localidade da cidade. Na década de 1960 houve uma ampliação da Estação Campo Belo de energia, havendo a criação da Estação Berrini, atendendo todo o bairro. 

### Brooklin Novo
Devido ao crescimento e desenvolvimento e empresarial da cidade de São Paulo houve a necessidade de criação de novas centralidades para a ocupação de novas empresas comerciais e prestadoras de serviços. A Avenida Engenheiro Luiz Carlos Berrini foi um destes polos recentes. Criada no final da década de 1970, a via foi um meio em diversas empresas nacionais e multinacionais encontraram para fugir do elevado custo dos terrenos na avenidas Paulista e Faria Lima. Os arquitetos Carlos Bratke, Roberto Bratke e Francisco Collet fundaram ali a Construtora Bratke & Collet, que em dez anos construiu vinte edifícios na região.
A região das adjacências a Avenida Berrini é chamada de Brooklin Novo, localizada na várzea do Rio Pinheiros houve maior importância urbanistica da região após  as obras de retificação do rio. Anteriormente a várzea era um imenso capinzal ao longo das margens do rio, pontilhada por olarias e portos de areia. A economia local girava em torno dessas atividades: a retirada de areia do rio, os portos de areia e as olarias que forneciam tijolos e telhas para construções.  O desenvolvimento industrial em São Paulo impulsionou a migração de pessoas de outras regiões do Brasil e de outros países, especialmente italianos e japoneses, que buscaram melhores oportunidades econômicas. A chegada de imigrantes trouxe uma diversidade cultural significativa, influenciando a arquitetura e a cultura do bairro.
Entre 1910 e 1920, surgiram as primeiras ruas, que eram passagens entre as chácaras, e o loteamento em pequenas chácaras de um hectare. As chácaras produziam verduras e legumes para abastecimento local e dos bairros vizinhos. A região atual chamada Brooklin Novo foi resultado da fusão de três grandes loteamentos da propriedade da Fazenda Casa Grande. O primeiro, projetado por Júlio Klaunig e Álvaro Rodrigues, localizava-se entre a Avenida Santo Amaro e Marginal Pinheiros, limitando-se de um lado com Avenida Morumbi e de outro, com as Águas Espraiadas (atual Avenida Jornalista Roberto Marinho), formando os bairros de Vila Cordeiro e Cidade Monções. O segundo loteamento lançado por Afonso de Oliveira Santos, desenvolveu o Jardim das Acácias e Vila Gertrudes, situado entre a Avenida Morumbi e a Avenida Roque Petroni Júnior. 
Nos anos 1980 em diante o Brooklin atrai investimentos públicos, como a Operação Urbana Água Espraiada, que consistia na construção da Avenida Água Espraiada, a canalização do córrego de mesmo nome e a remoção das favelas às margens do córrego.
O último destes foi o Complexo viário Real Parque, inaugurado em maio de 2008, que por meio da Ponte Octávio Frias de Oliveira, um marco arquitetônico da cidade, consagrou o bairro como um dos principais centros econômicos paulistanos. Devido a construção da obra houve a demolição da favela do Jardim Edith.

## Atualidade
O Brooklin Novo, região formada pelos bairros mais ao sul do distrito do Itaim Bibi, apresenta no bairro de:
- Cidade Monções: edifícios residenciais de luxo, a Sociedade Hípica Paulista, várias sedes de empresas multinacionais, tais como: a Oracle, Nestlé, Nokia, Terra Networks e HP, canais de televisão, exemplos: da Disney-ABC Television Group, HBO Brasil e Turner Broadcasting System, e os consulados: canadense, esloveno, húngaro e sueco.[13][14]

- Vila Cordeiro: nos quarteirões próximos à Marginal Pinheiros abriga lojas e alguns dos edifícios mais modernos da cidade, como: a sede do BankBoston, a sedeTV Globo São Paulo[15] e o luxuoso Hotel Hyatt São Paulo.[16][17]

- Jardim das Acácias: Morumbi Shopping,[18] a sede administrativa do Grupo Fleury, a sede nacional da multinacional farmacêutica Eli Lilly and Company, o Centro Paulista De Badminton, o Food Intelligence Laboratório de Análise de Alimentos Ltda e a Estação Brooklin da Linha 5-Lilás do Metrô de São Paulo.[19]

- Vila Gertrudes: múltiplos hotéis, a sede da Vivo - Telefônica Brasil (Sede Chucri Zaidan), o Teatro Vivo, o Colégio Anhembi Morumbi, a subestação elétrica ETD Morumbi, o Market Place Shopping Center, o Instituto Nacional De Processamento De Embalagens Vazias, empreendimentos de coworking e TI: Pay4Fun, Think Ball & Sports Consulting, Casa Oracle, Sekron Digital, Telium Networks, o Microsoft Reactor São Paulo (primeiro da América Latina).[20][21]

Por ser em um dos centros financeiros da cidade, possui um tráfego intenso em dias úteis da semana, principalmente na Avenida Engenheiro Luís Carlos Berrini. Porém, por ser uma região comercial, aos finais de semana, permanece livre de congestionamentos. É a região paulistana que mais consome água, cerca de 600 litros por habitante ao dia.  A região recebe uma miríade de lançamentos imobiliários de edifícios de alto padrão, alguns deles são exemplos da arquitetura moderna brasileira, sendo alguns deles os edifícios mais altos do país, exemplo do: Centro Empresarial Nações Unidas, World Trade Center de São Paulo, Edifício Mandarim, Plaza Centenário e o Hotel Hilton de São Paulo, um dos principais hotéis da cidade. À beira da Marginal Pinheiros, situa-se Ponte Estaiada Octávio Frias de Oliveira, um dos novos pontos turísticos paulistanos. A ponte faz a ligação dos distritos do Itaim Bibi e Morumbi. Assim como o distrito do Brooklyn de Nova Iorque, a versão paulistana possui uma ponte como cartão postal. 
É servido pela Estação Brooklin da Linha 5-Lilás do Metrô de São Paulo, pela Estação Berrini da Linha 9 do Trem Metropolitano de São Paulo, a  e pelo corredor Diadema-Morumbi da EMTU. Poderá receber a estação Brooklin Paulista da Linha 17 do Metrô de São Paulo, em construção a monotrilho.
Já o Brooklin Velho é uma região de alto padrão mais horizontalizada e majoritariamente residencial. Nele são realizados dois eventos da cultura alemã, predominante no bairro Inspiradas na Oktoberfest de Blumenau, Santa Catarina: uma das festas acontece no mês de maio já estando na sua 17º edição, recebendo o nome de Maifest, e a outra no mês de outubro, batizada com o nome de Brooklinfest. Um carro chefe da festa são os salsichões, encontrados lá em diversos tamanhos, no local também são vendidos outros tipos de comida da culinária alemã, como por exemplo o Eisbein, acompanhado de chucrute e salada de batatas. As festas sempre são feitas nas mesmas ruas do bairro, e além das comidas típicas, se encontra danças, roupas, musicas, artesanatos e entre outras coisas tanto da cultura alemã, como de outras culturas.  
Em 31 de outubro de 2002 o Brooklin Velho estampou as capas dos principais jornais e revistas do país, na Rua Zacarias de Góis ocorreu um crime que chocou o país, conhecido como Caso Richthofen. Onde Suzane Louise von Richthofen e os irmãos Daniel e Cristian Cravinhos foram à casa da Família von Richthofen e assassinaram o engenheiro Manfred Albert von Richthofen e a psiquiatra Marísia von Richthofen. As vítimas eram os pais de Suzane. Devido ao caso de repercussão nacional os imóveis localizados nas adjacências da mansão dos von Richthofen sofreram desvalorização nos últimos anos.